# 沢井元政
沢井 元政（さわい もとまさ）は、戦国時代の武将。

## 略歴
沢井氏は代々尾張守護の斯波氏に仕えたが、元政はその剛毅な気質を守護代の織田氏より疎まれたため、父とともに尾張を出奔した。その後は美濃国の土岐氏に仕えたが、天文11年（1532年）斎藤道三が土岐氏を追放すると元政も流浪して、一時近江国坂田郡今浜に逃れる。後に尾張の織田信秀より仕官を要請され、一旦は断ったものの信秀は元政の旧交を持ち出して強引に元政を仕えさせた。